# Klosterkirche Doberlug

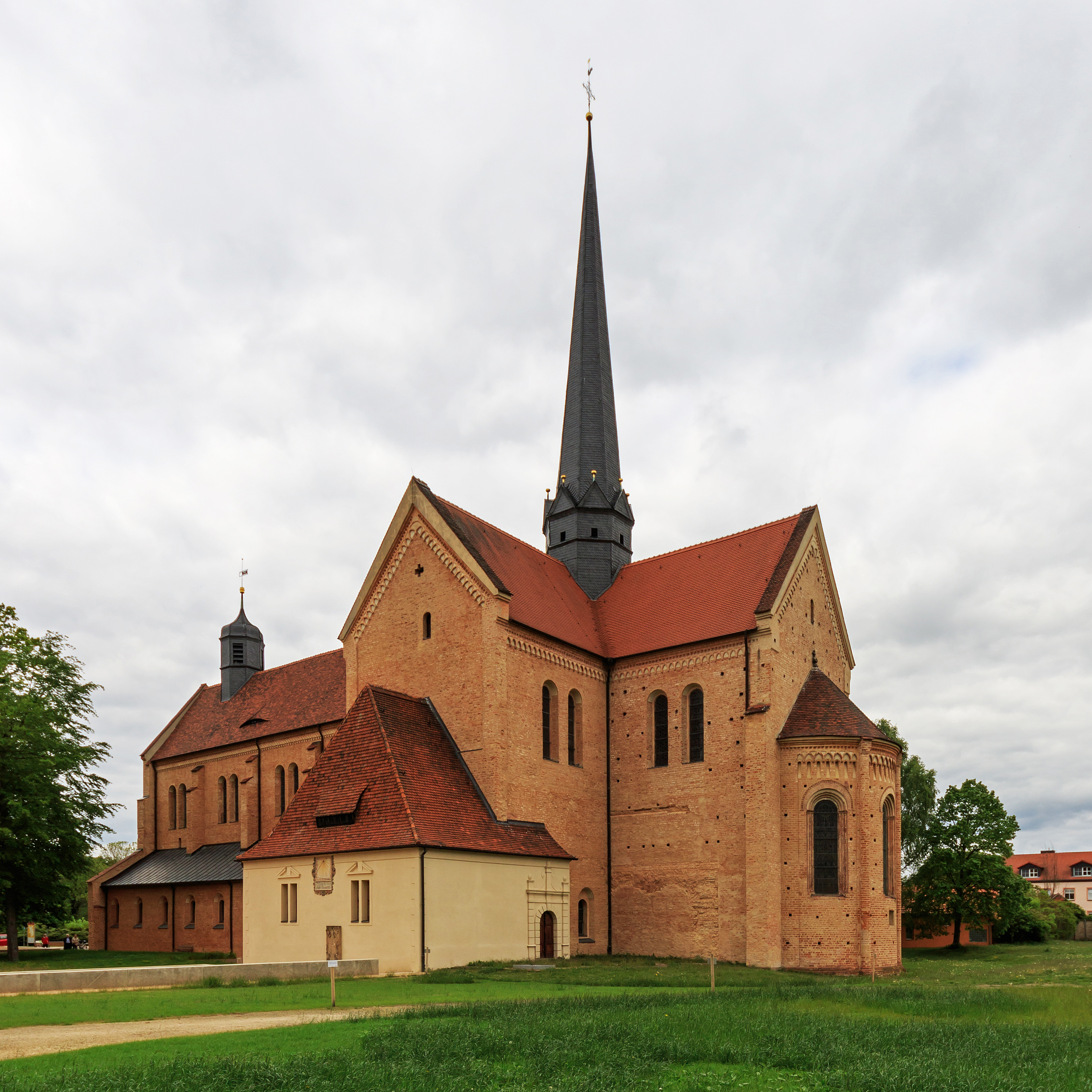
Klosterkirche Doberlug nach Instandsetzung Fassade 2015

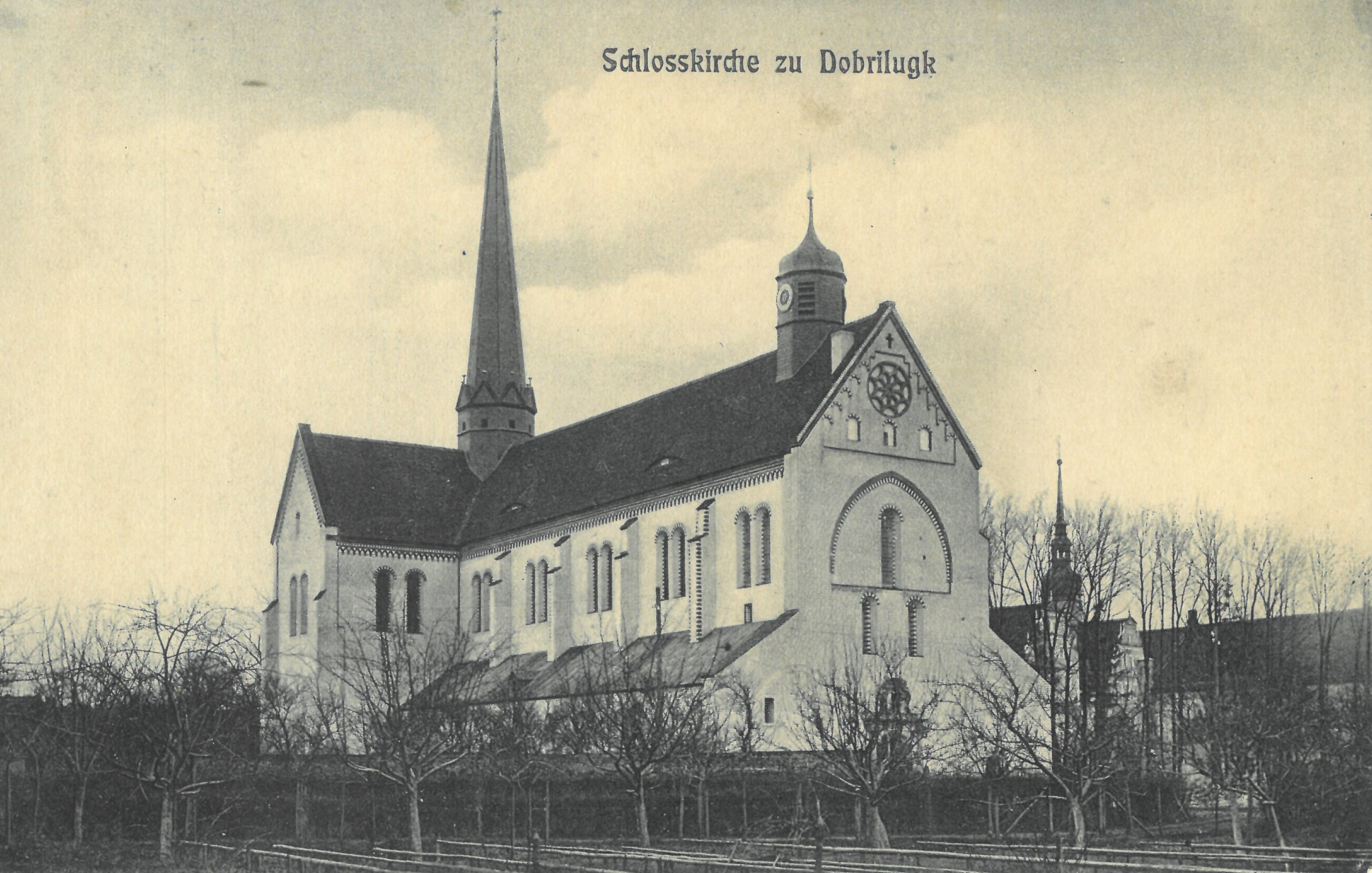
Klosterkirche Dobrilugk nach dem Umbau 1905 bis 1909

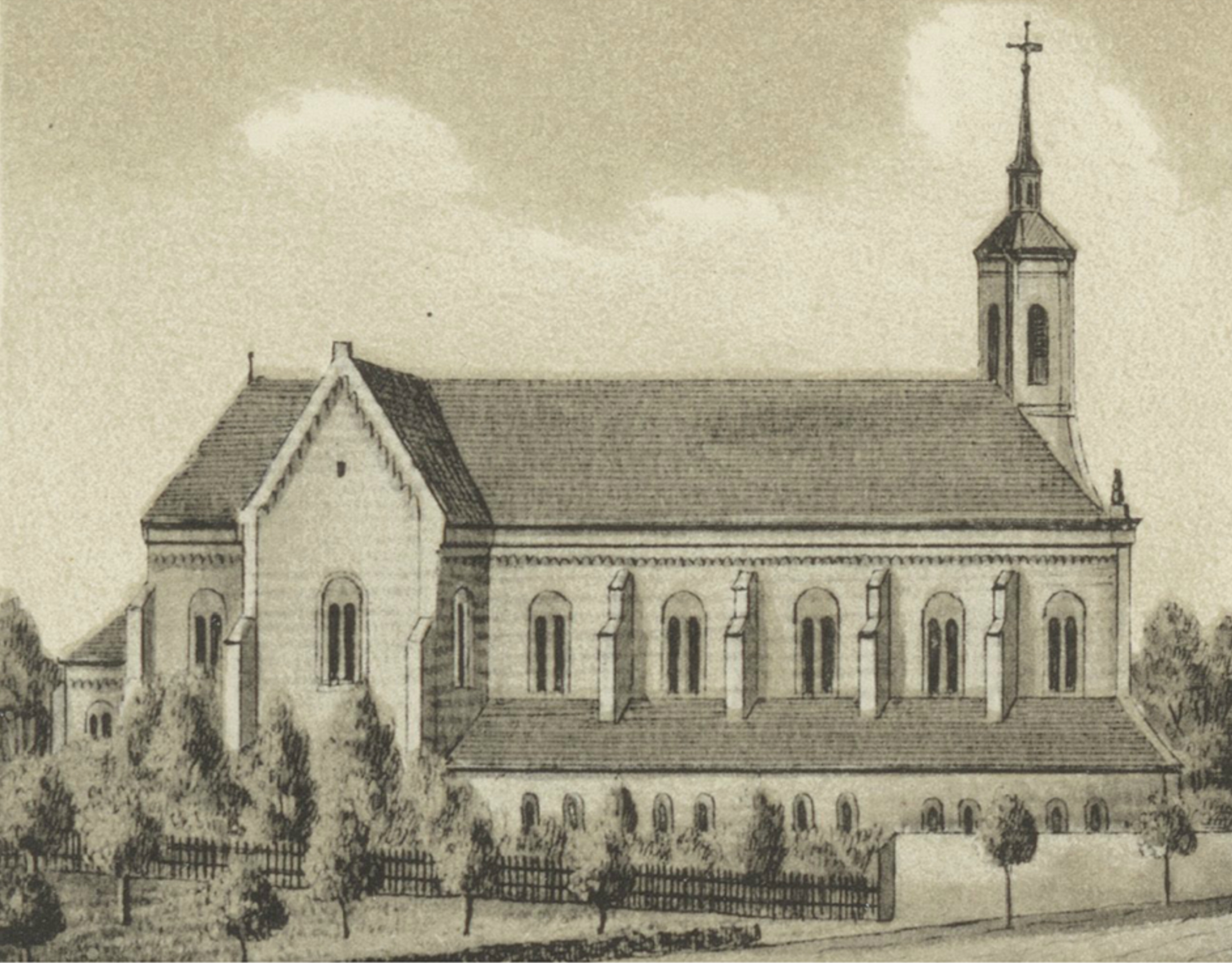
Klosterkirche Dobrilugk ohne Dachreiter vor dem Umbau 1905

Die Klosterkirche Doberlug ist ein Sakralbau der früheren Zisterzienserabtei des Klosters Dobrilugk. Sie gehört seit dem 17. Jahrhundert zum Schloss Doberlug in Doberlug-Kirchhain im Landkreis Elbe-Elster im Bundesland Brandenburg. Die Klosterkirche gilt neben dem Kloster Chorin und dem Kloster Lehnin als eines der „bedeutendsten Backsteinbauten im norddeutschen Binnenland“ und als das „älteste, erhaltene Gotteshaus des Zisterzienserordens im Osten Deutschlands“. Heute wird die Kirche von den Klosterkirchengemeinden Doberlug im Kirchenkreis Niederlausitz der Evangelischen Kirche Berlin-Brandenburg-schlesische Oberlausitz genutzt.

## Geschichte
Das genaue Baudatum der Kirche ist nicht überliefert. Experten gehen davon aus, dass die Mönche in den Jahren nach 1184 mit dem Bau begannen und ihn in der Mitte des 13. Jahrhunderts fertigstellten. Ungesicherte Quellen geben das Jahr 1228 als Datum der Kirchweihe an. Die Kirchengemeinde geht davon aus, dass der Bau in etwa in dieser Zeit fertiggestellt wurde. Im Jahr 1209 wurde im Ostteil des Bauwerks die Ehefrau von Konrad II., Markgräfin Elisabeth, beigesetzt. Eine Baunaht oberhalb der Schiffsarkaden lässt darauf schließen, dass das Quer- und Langhaus gegenüber den ursprünglichen Plänen deutlich höher erbaut wurde. Im Zuge der Reformation wurde der Konvent aufgelöst. Die Kirche wurde zunächst nicht mehr für den Gottesdienst genutzt und erst 1602 wieder hergerichtet. Das Kloster wie auch die Kirche gelangten in den Besitz Christian I. Er ließ das Bauwerk mit dem Schloss zu einer Vierflügelanlage kombinieren. Dabei brach er 1622 die beiden seitlichen Nebenchöre ab. Die Fundamentreste sind im Jahr 2015 freigelegt und sichtbar. Im Dreißigjährigen Krieg wurde das Bauwerk beschädigt und in den Jahren 1673 bis 1667 wieder als Hofkirche der Herzöge von Sachsen-Merseburg hergestellt. Dabei ließen sie im Jahr 1676 einen zusätzlich Dachreiter auf der westlichen Seite des Daches installieren. Er wurde 1777 erneuert. In der Mitte des 19. Jahrhunderts ging ein Großteil der dabei eingebrachten Ausstattung bei einem Brand verloren. Wenige Stücke wurden in den Jahren 1852 bis 1859 wieder restauriert. Der vorerst letzte größere Umbau fand in den Jahren 1905 bis 1909 durch den Architekten Carl Weber statt. Er ersetzte den Dachreiter über der Vierung durch einen mächtigeren Aufbau. Zusätzlich erbaute er eine Vorhalle am südlichen Kreuzarm. Die größte Veränderung betraf jedoch das Interieur, das er durch eine Ausstattung des späten Historismus ersetzen ließ und damit einen erheblichen Kontrast zu den ansonsten eher schlichten Bauwerken der Zisterzienser schaffte. In den Jahren 1997 bis 2011 sanierte die Gemeinde die Fassade und stellte dabei das mittelalterliche Fugenbild an der Apsis und der Westfassade wieder her. Ebenso wurden die übrigen Wände rot geschlämmt.

## Architektur

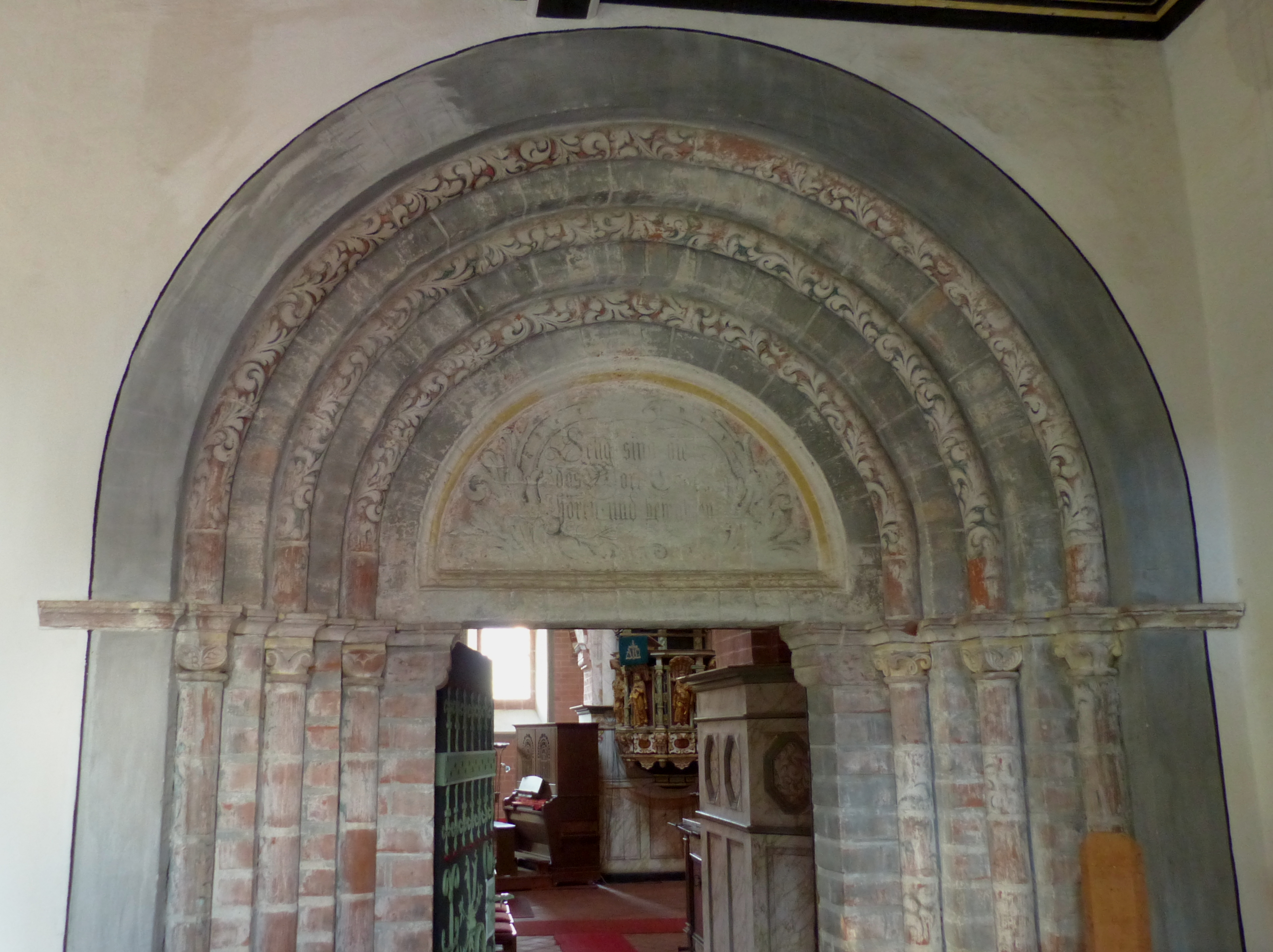
Gestuftes Backsteinportal des Südquerhauses, seit dem 17. Jh. in einer Vorhalle verborgen

Bei dem Bauwerk handelt es sich um eine spätromanische, dreischiffige und kreuzförmige Pfeilerbasilika. Sie wurde aus sorgfältig geschichteten Mauerziegeln erstellt und weist an ihrer Fassade kaum Verzierungen auf. Ebenso fehlt ein sonst üblicher Westturm. Dies entspricht den Ordensregeln der Zisterzienser. Das fünfjochige Mittelschiff ist dabei von den beiden Seitenschiffen durch massive, regelmäßige Pfeiler-Arkaden miteinander verbunden. Durch dieses Gebundene System wird eine enge Raumbeziehung zwischen den Schiffen erzielt. Die Vierung ist dabei ausgeschieden, d. h. quadratisch ausgeführt und optisch durch Vierungsbögen und Vierungspfeiler gegenüber dem Langhaus, den Querhausarmen und dem Chor abgegrenzt. Dieser verfügt über einen nahezu quadratischen Grundriss, an den sich eine leicht eingezogene Apsis nach Osten hin anschließt. Die einzelnen Joche am Langhaus sind mit zweifach getreppten Strebepfeilern gegliedert. Dazwischen befinden sich im Obergaden je zwei gepaarte, barock vergrößerte, rundbogenförmige Fenster. Diese Form findet sich auch am Chor: Die Fenster sind jedoch deutlich größer und mit einer zweifach gestuften Laibung und Lisenen verziert. Am Übergang zum Dach brachten die Baumeister am Langhaus, wie auch am Chor einen Kreuzbogenfries an. Dieses Stilelement findet sich auch an den Giebelschrägen des Kreuzarmes. Am südlichen Kirchenschiff befindet sich weiterhin ein Südportal, mit dem die Mönche einst die Klausur betreten konnten. Das spätromanische Portal ist dreifach gestuft und mit Archivolten verziert. Beim Umbau in den Jahren 1905 bis 1909 wurde es verändert und ist seither von einer Vorhalle verdeckt. Weiterhin wurde ein schlichteres, spitzbogenförmiges Portal im nördlichen Kreuzarm in dieser Zeit zugesetzt. An der Westfassade sind die Überreste von drei großen Portalen erkennbar, im ursprünglichen Zustand in eine Vorhalle übergingen. Auch hier findet sich ein Mittelportal aus dem Umbau Anfang des 20. Jahrhunderts. Es besteht aus Sandstein, weist die üppige Formensprache des Neobarocks auf und wird von zwei verzierten Säulen umrahmt. Der Entwurf von Carl Weber orientierte sich dabei an vergleichbaren Portalen in Braunschweig aus dem 17. Jahrhundert und entstand in der Doberluger Werkstatt des Bildhauers Koppe. Oberhalb des Portals ist die lateinische Wendung Soli Deo Gloria (dem alleinigen Gott die Ehre/Gott allein zur Ehre) in großen, goldfarbenen Buchstaben angebracht. Oberhalb eines Gesims befinden sich zwei Figuren sowie ein mit Ornamenten und einer Sonne verziertes, rechteckiges Fenster.

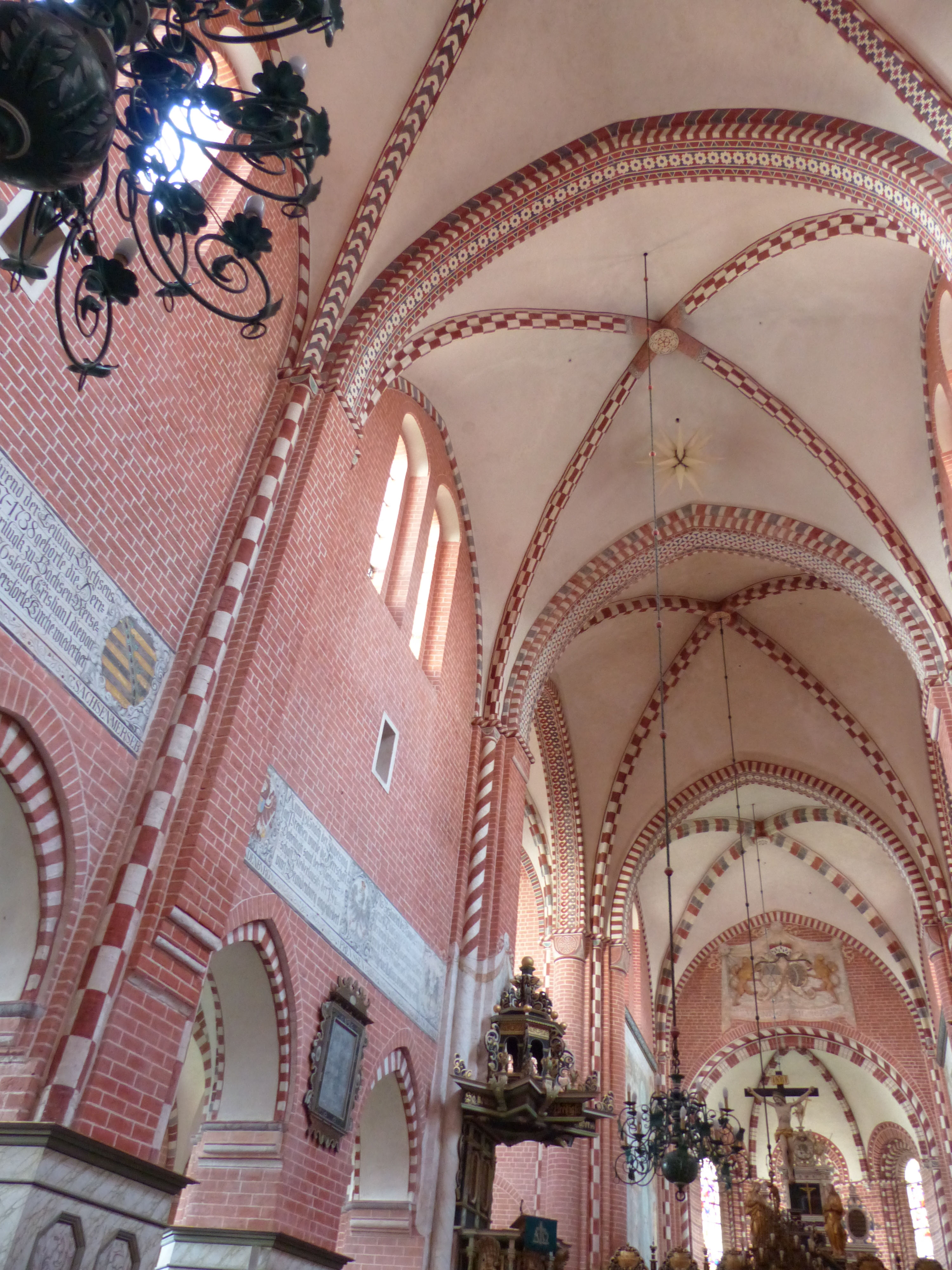
Gewölbe von Langhaus, Vierung, Chor und Apsis
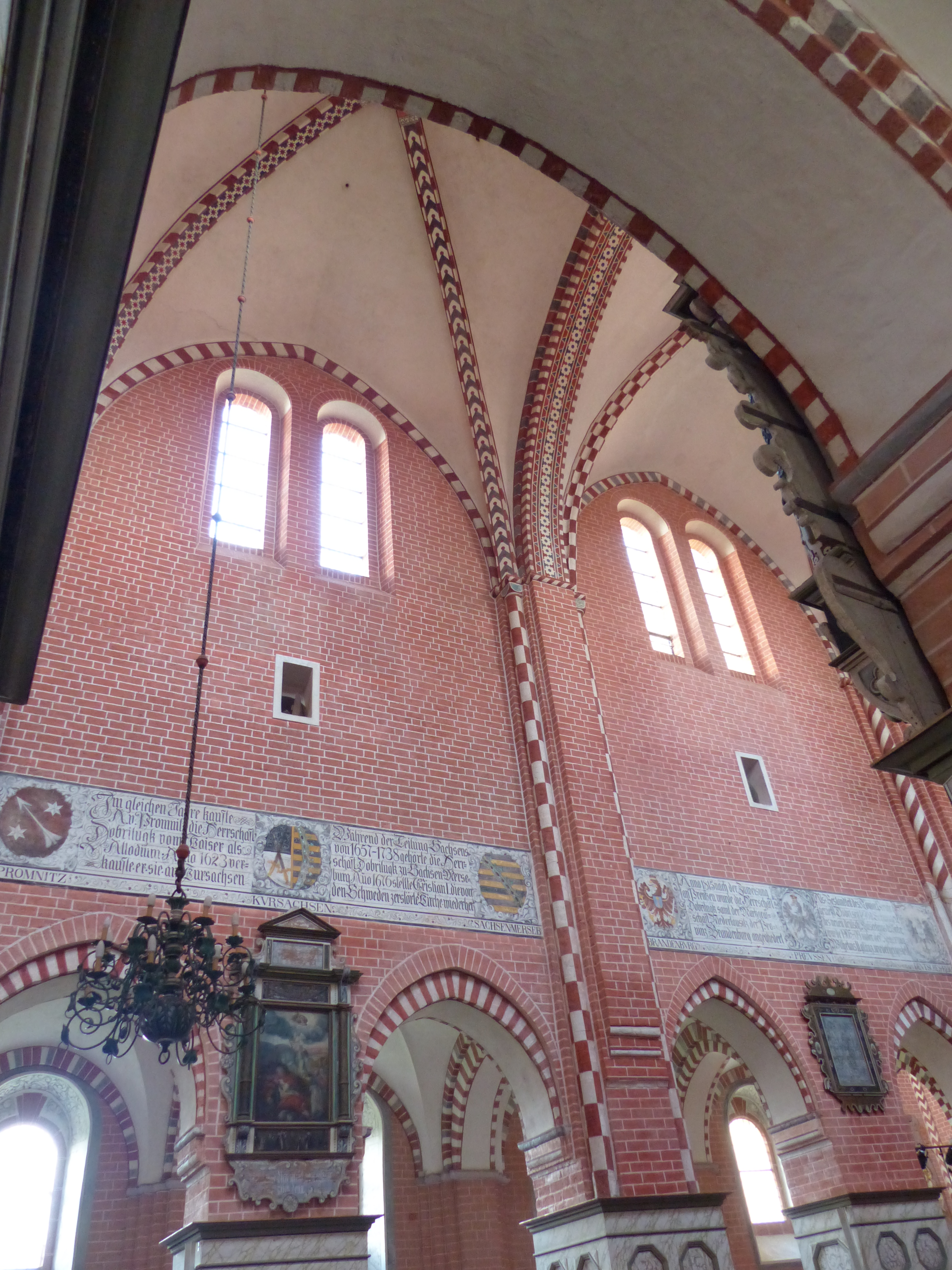
Obergaden
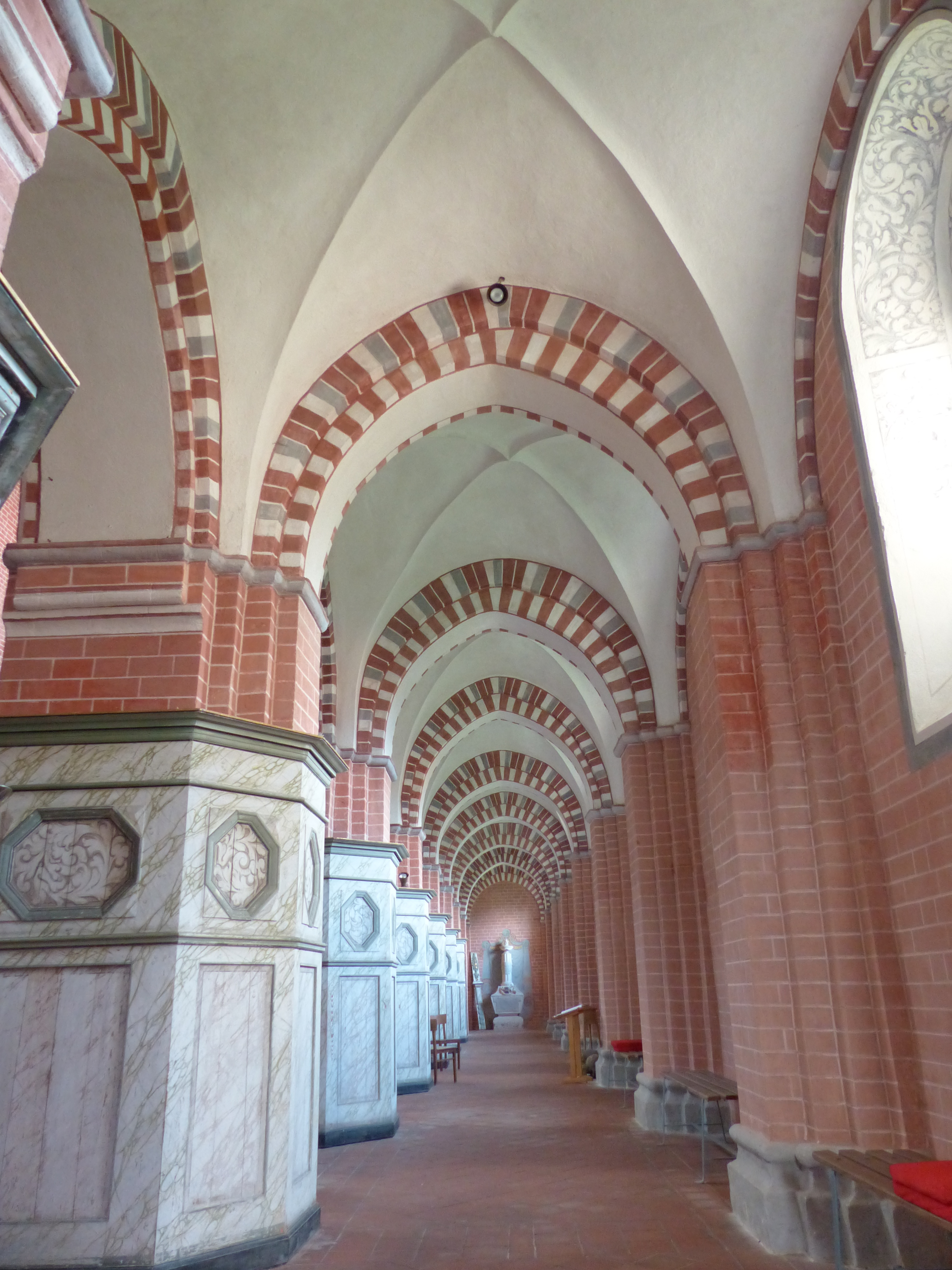
Südseitenschiff nach Westen
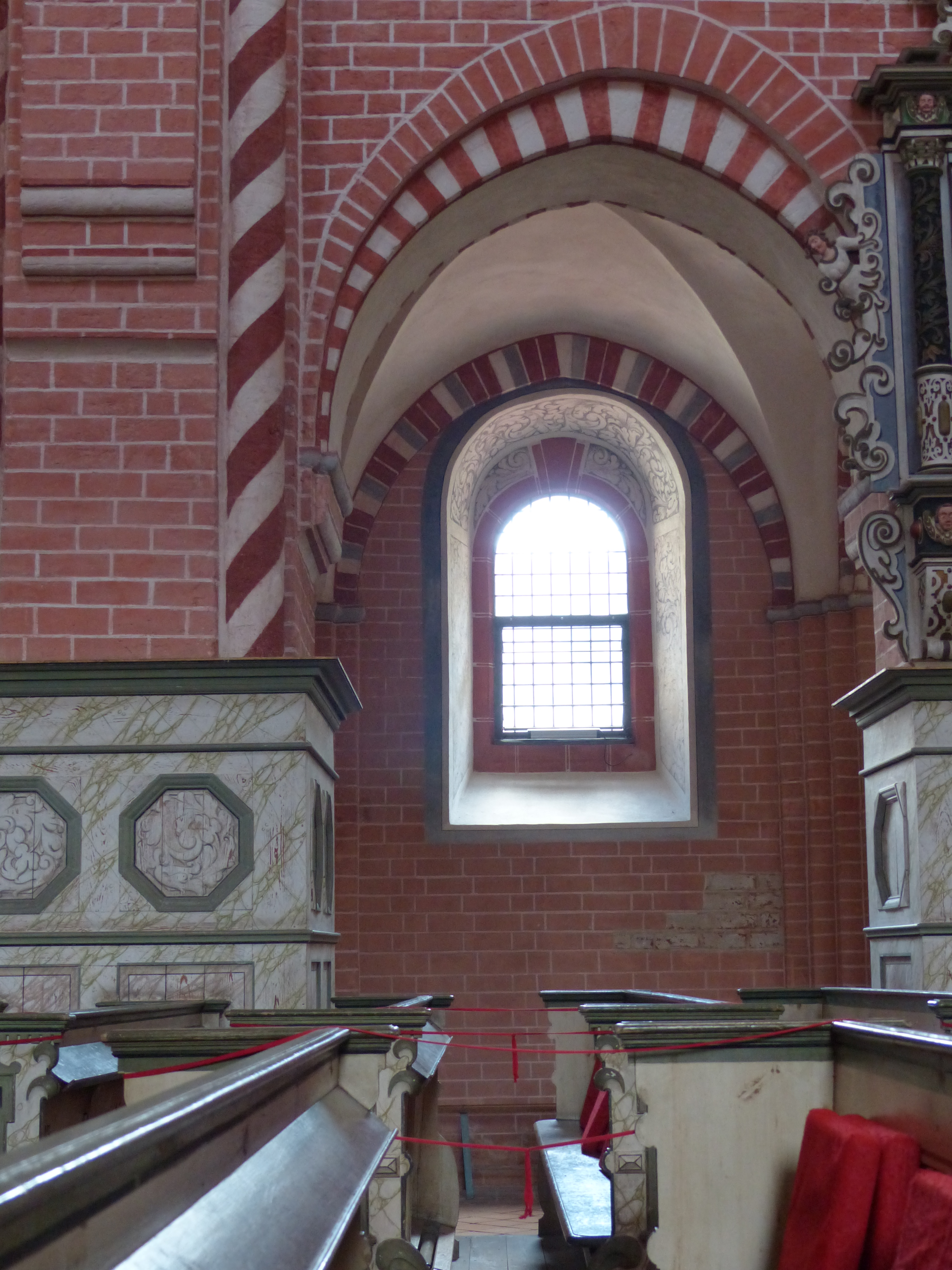
Ein Fenster des Südseitenschiffs

## Ausstattung
Die ursprüngliche Kirchenausstattung ging zunächst mit dem Übergang des Klosters auf Christian I. und den sich daran anschließenden Umbau zur Schlosskirche verloren. Mit der Renovierung in der Mitte des 19. Jahrhunderts entfernten Handwerker auch diese Ausstattung. Carl Weber orientierte sich hingegen an der Formensprache des 17. Jahrhunderts und baute ein Interieur des späten Historismus ein. Hierdurch entstand ein sehenswerter Kontrast zwischen der schlichten Architektur eines Zisterzienserbauwerks und einer farbenprächtigen Ausgestaltung des Bauwerks in seinem Innern. Die Wände sind rot gestrichen und werden von einem weißen Fugennetz durchzogen. Die Gewölbekappen sind ebenfalls weiß angestrichen, von denen sich die Birnstabrippen und weitere Architekturelemente durch eine rot-weiße Musterung absetzen. Vom Langhaus können die Seitenschiffe über spitzbogige Arkaden betreten werden, die auf viereckigen Pfeilern ruhen. Diese sind mit einem marmorierenden Anstrich versehen, die mit paarweise angeordneten, achteckigen Vertiefungen verziert wurden. Im Übergang zwischen dem Pfeiler und den Arkadenbögen brachte Weber kräftige Gurte an, die die Raumwirkung der Pfeiler noch verstärken. Diese Gliederung findet sich auch in den Seitenschiffen. Oberhalb der Arkaden befindet sich ein Inschriftenzyklus, der die Klostergeschichte von der Gründung bis zur Restaurierung Anfang des 20. Jahrhunderts zum Teil fehlerhaft wiedergibt.
Der Chor war ursprünglich dem Konvent vorenthalten, während das Langhaus für die einfache Bevölkerung bestimmt war. Ein Chorgitter trennt diese beiden Bereiche voneinander ab. Hier steht ein Volksaltar mit einem Triumphkreuz aus den Jahren 1905 bis 1909. Das Gemälde am Altar zeigt die Dornenkrönigung Jesu Christi. Ernst Fey kopierte dabei ein Bild aus der zweiten Hälfte des 17. Jahrhunderts, das sich im Kloster Oliva in Polen befindet. Das Triumphkreuz schuf Ferdinand Riedel, der auch im Straßburger Münster als Bildhauer tätig war.
Der Hochaltar im Chor und besteht aus einem bauzeitlichen Blockaltar aus Backstein mit einer Platte aus Sandstein. Das hölzerne Altarretabel im Knorpelstil zeigt eine traditionelle Abfolge und stammt aus dem frühen 16. Jahrhundert. Es wurde, wie auch einige Erweiterungen aus dem Jahr 1625, aus der Peter-Paul-Kirche in Senftenberg im Jahr 1905 erworben. Es besteht aus einer Predella, welche die Anbetung durch die Heiligen Drei Könige zeigt. Darüber ist ein Relief mit dem Abendmahl Jesu angebracht. Die Hauptfiguren aus der Zeit um 1510 zeigen die Mondsichelmadonna mit dem Christuskind sowie die Apostelfürsten Simon Petrus und Paulus von Tarsus. Oberhalb der Figuren ist die Kreuzigung Christi in einer Ädikula zu sehen, die von der Himmelfahrt gekrönt wird.
Die Chornordwand ist mit Symbolen aus dem Deutschen Kaiserreich bemalt und symbolisiert die weltliche Herrschaft. Zu sehen sind unter anderem der Reichsadler, das Kaiserbild mit Krone und Schwert sowie der Reichsapfel. Weiterhin sind die Kardinaltugenden Gerechtigkeit, Weisheit und Stärke sowie die christlichen Tugenden Glaube, Liebe und Hoffnung dargestellt. Fey nutzte 1909 bei der Ausmalung Temperafarbe. Die Südwand hingegen stellt mit einem Baum des Lebens zentrale christliche Themen aus dem Alten und Testament dar: Erbsünde, Alter Bund sowie das Opfer Christi, Erlösung und Neuer Bund. Die Chorfenster sind Glasmalereien vom Münchner Künstler Carl de Bouché aus dem Jahr 1908. Kaiser Wilhelm II. stiftete die Darstellung der Geburt und der Verklärung Jesu, der Kreuzigung sowie der Auferstehung. Des Weiteren sind in dem Werk die Wappen des Hauses Hohenzollern und Brandenburgs zu sehen. Der Boden im Chor ist mit verschiedenfarbigen, mittelalterlichen Tonfliesen ausgelegt, die Weber 1906 und 1907 mit Hilfe von im Bauschutt gefundenen Resten wiederherstellen konnte. Sie bilden ein ornamentales Muster mit einer Rosette.
In der Querung zum nördlichen Kreuzarm steht eine neobarocke Kanzel, die ebenfalls auf einen Entwurf Webers zurückgeht. Am Korpus finden sich die Figuren der vier Evangelisten, am Treppenaufgang sind Philipp Melanchthon und Martin Luther abgebildet. Das Werk schuf der Bildhauer Camille Besserer. Im Kreuzarm selbst dominiert der sechseckige Taufstein, dessen Kuppa mit allegorischen Darstellungen des Lebensalters verziert ist. Der schlanke, dreigeschossige Holzdeckel kann mit einem Ausgleichsgewicht nach oben gezogen werden. Auf dem Entwurf Webers ist die Taufe Jesu abgebildet, darüber eine Taube als Symbol für den Heiligen Geist. An den Wänden des Kreuzarmes befinden sich mehrere Grabplatten. An der nördlichen Westwand ein Epitaph aus Marmor für Hermann von Kardorff (1641–1688), gefolgt von zwei in den Fußboden eingelassenen Grabsteinen. Einer erinnert an den Magister Petrus Jähn (1652–1683), der andere an Catharina Elisabeth Schaper(in), geb. Merk(in) (1662–1691). Ein weiteres Grabmal mit einem Rocaillerahmen ist dem Oberstleutnant Adam Heinrich Christoph von Pfuel (1683–1755) gewidmet. Das zentrale Element an der nördlichen Wand ist ein Grabmal aus Sandstein für Caspar Ernst von Metzradt (1665–1732). Es ist mit Putten verziert, die einen wappengeschmückten Obelisken umranken. Die darüber befindlichen Glasgemälde sind eine Stiftung des Kreises Luckau aus dem Jahr 1908. Sie zeigen die Reformatoren Luther und Melanchthon. Die östliche Wand beginnt im nördlichen Abschnitt mit einem Marmorepitaph sowie ein Ölbild von Casper von Willemsdorf, gefolgt von einem Grabstein für Johann Meintz(en) (1650–1679), einem Grabdenkmal für Karoline Christiane Elisabeth Heun (1743–1776), der Mutter des Schriftstellers Carl Gottlieb Samuel Heun (1771–1854) sowie schließlich einem Grabstein für Maria Sibylla Hanschke(in) (1677–1726).
Im Zugang zum südlichen Kreuzarm steht eine Fürstenloge aus den Jahren 1673 bis 1676 auf einem Tonnengewölbe. Sie wurde im Jahr 1859 vereinfacht und im Zuge der Umbaumaßnahmen 1906 mit Schnitzwerk versehen und ausgemalt. Seine Decke ist mit einem Wolkenhimmel, Engeln und den Leidenswerkzeugen ausgemalt.
Die Sakristei im südlichen Kreuzarm ist mit Holzfiguren von Moses und Johannes ausgestattet, die ursprünglich zum Epitaph des Carl Friedrich Freiherr von Schirnding (1753–1812) gehörten, welches zwischen dem vierten und fünften Joch an der Südseite der Kirche steht. Der Passionsaltar aus der Zeit um 1450 stammt ebenfalls aus der Peter-Paul-Kirche. Er zeigt in fünf Passionsszenen die Geißelung Jesu, die Szene am Ölberg, Jesus vor Pilatus, die Dornenkrönung und die Kreuztragung. Der Altartisch mit Taufe und Lesepult stammt aus Herrnhut aus dem Jahr 1964.
Die älteste der drei Glocken der Klosterkirche wurde 1786 gegossen.

## Orgel

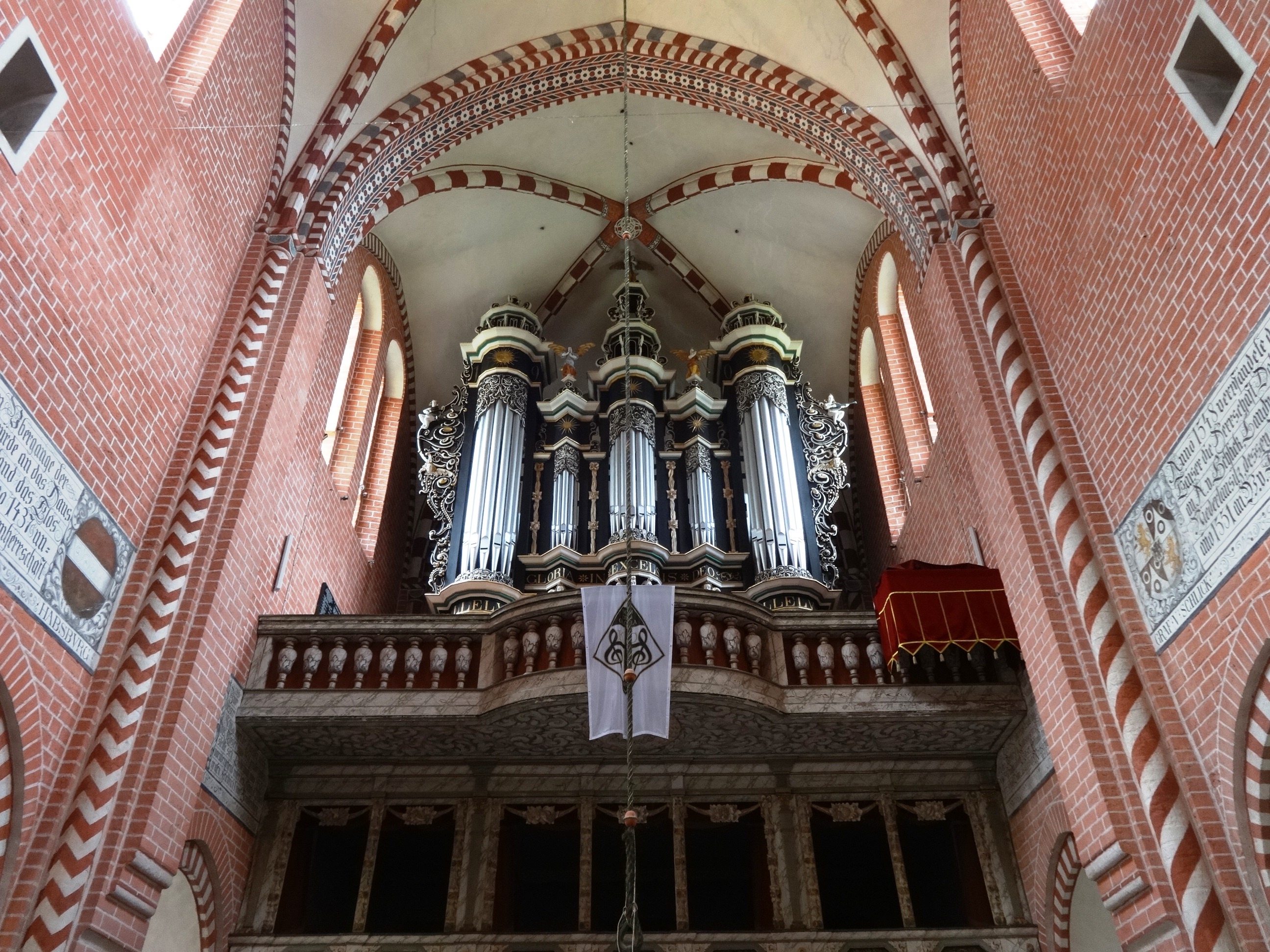
Orgelempore

Die erste Orgel mit 17 Registern baute Christoph Junge im Jahr 1676. Nach einem Blitzeinschlag am 22. Juli 1779 wurde die abgebrannte Orgel 1789 durch einen Neubau von Johann Christian Kayser ersetzt. Wilhelm Sauer nutzte Teile dieses Werkes, um in den Jahren 1874 bis 1876 hieraus ein neues Werk, das Opus 209, zu erbauen. Hans Voit aus Rathenow baute das Instrument 1971 in einem neobarocken Stil um. 1994 stellte die Firma Sauer jedoch den ursprünglichen Zustand wieder her; 1998 erfolgte ein Umbau durch den Mitteldeutschen Orgelbau A. Voigt aus Bad Liebenwerda. Christian Scheffler aus Waldsieversdorf stellte in den Jahren 1999 bis 2002 wiederum den Ausgangszustand her. Sie gilt als das erste große romantische Kegelladeninstrument der Region. Die Orgel besitzt zwei Manuale, 26 Register und ein Pedal und die folgende Disposition:
| I Hauptwerk C–f3 |                 |        |
| 1.               | Bordun          | 16′    |
| 2.               | Prinzipal       | 8′     |
| 3.               | Gedackt         | 8′     |
| 4.               | Flute harmoique | 8′     |
| 5.               | Gambe           | 8′     |
| 6.               | Nasard          | 5 1⁄3′ |
| 7.               | Oktave          | 4′     |
| 8.               | Rohrflöte       | 4′     |
| 9.               | Spitzflöte      | 4′     |
| 10.              | Rauschquinte II |        |
| 11.              | Mixtur III–V    |        |
| 12.              | Cornet II–V     | 1 ⁄3′  |

| II Schwellwerk C–f3 |                 |    |
| 13.                 | Geigenprinzipal | 8′ |
| 14.                 | Gedackt         | 8′ |
| 15.                 | Viola d’amour   | 8′ |
| 16.                 | Voix céleste    | 8′ |
| 17.                 | Flauto dolce    | 4′ |
| 18.                 | Gemshorn        | 4′ |

| Pedal C–d1 |           |        |
| 19.        | Prinzipal | 16′    |
| 22.        | Subbass   | 16′    |
| 23.        | Prinzipal | 8′     |
| 24.        | Bassflöte | 8′     |
| 25.        | Cello     | 8′     |
| 26.        | Quinte    | 5 1⁄3′ |
| 27.        | Oktave    | 4′     |
| 28.        | Posaune   | 16′    |

## Bilder

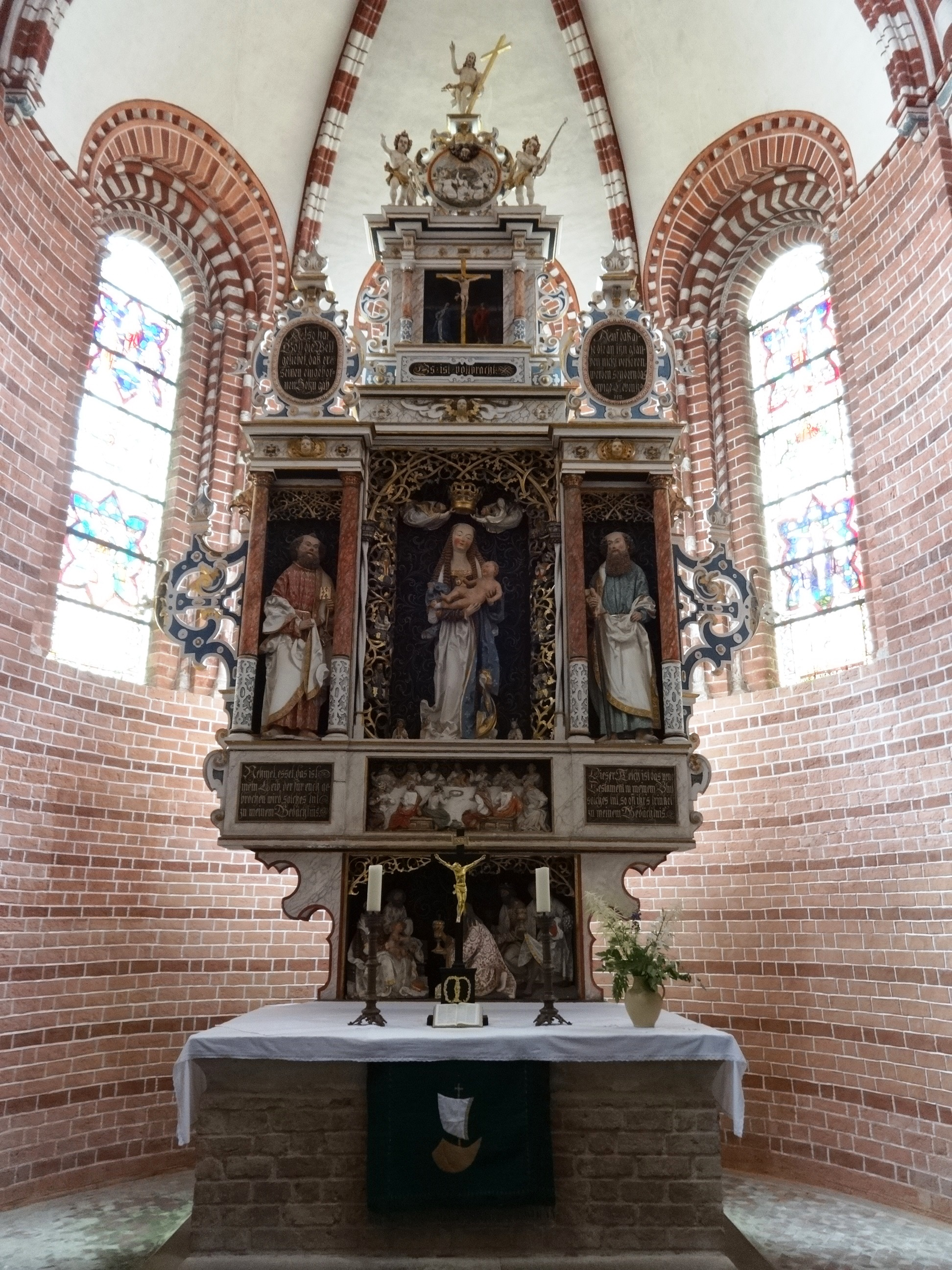
Hochaltar
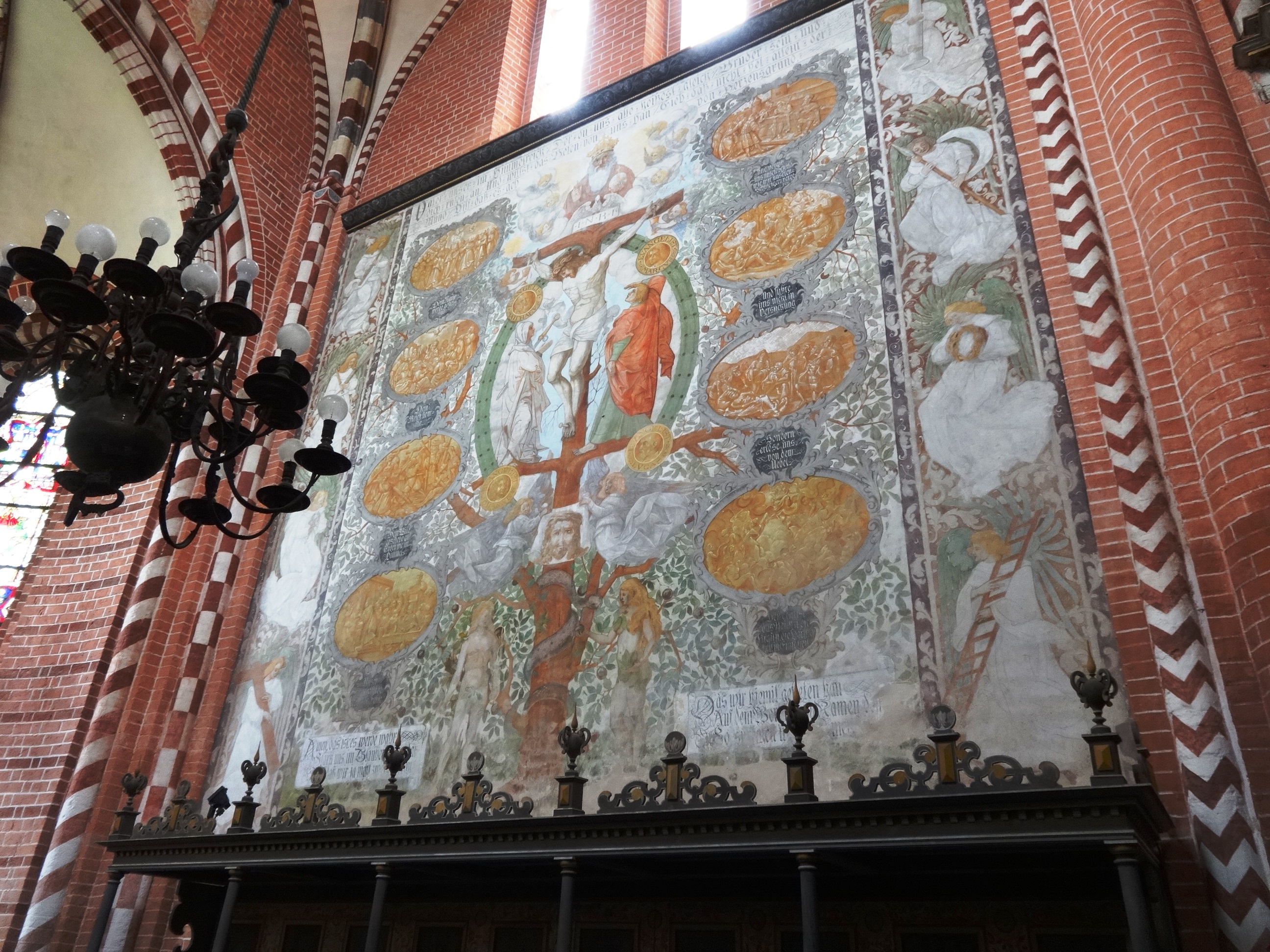
Wandgemälde im Chorraum
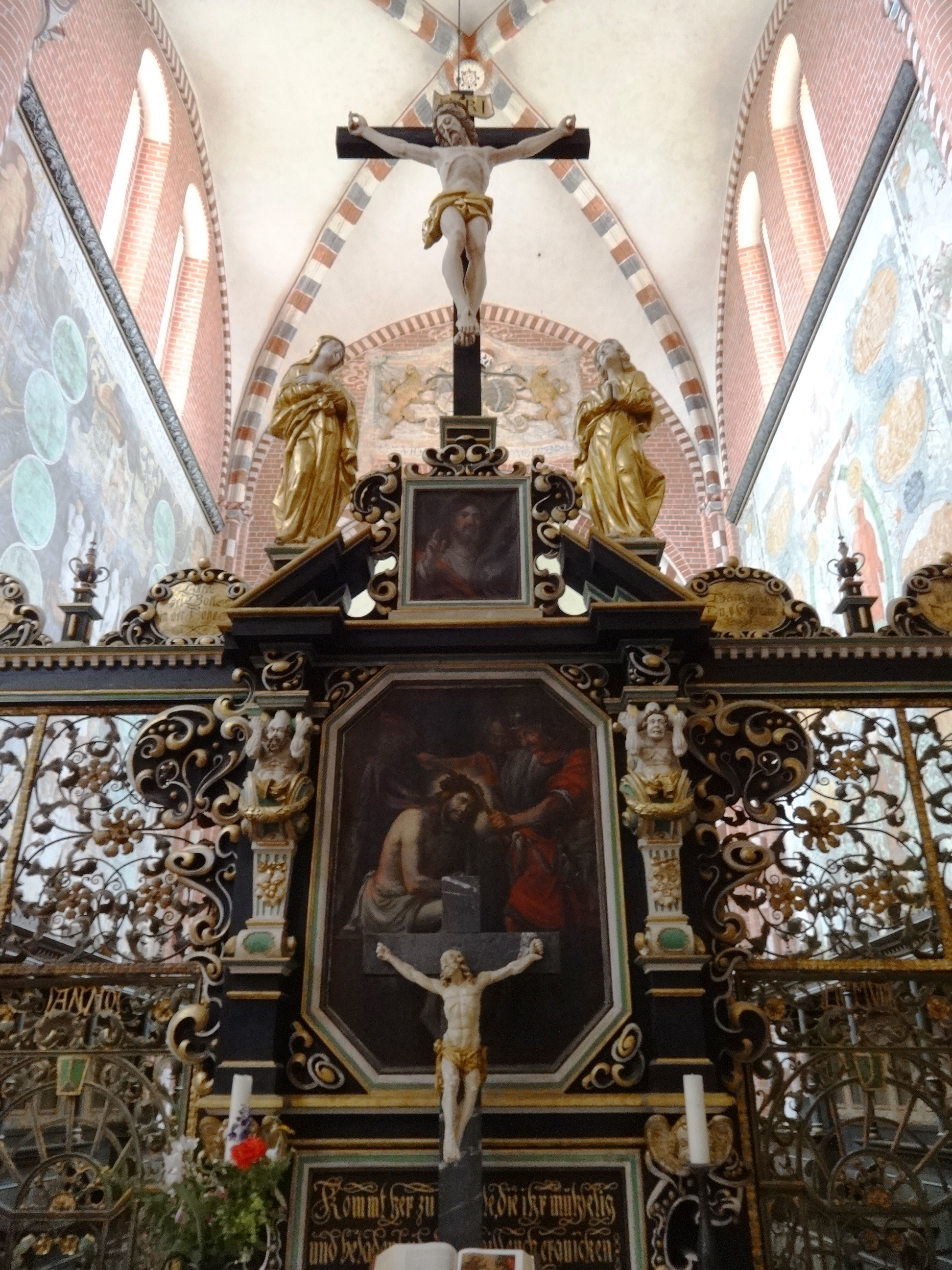
Triumphkreuz
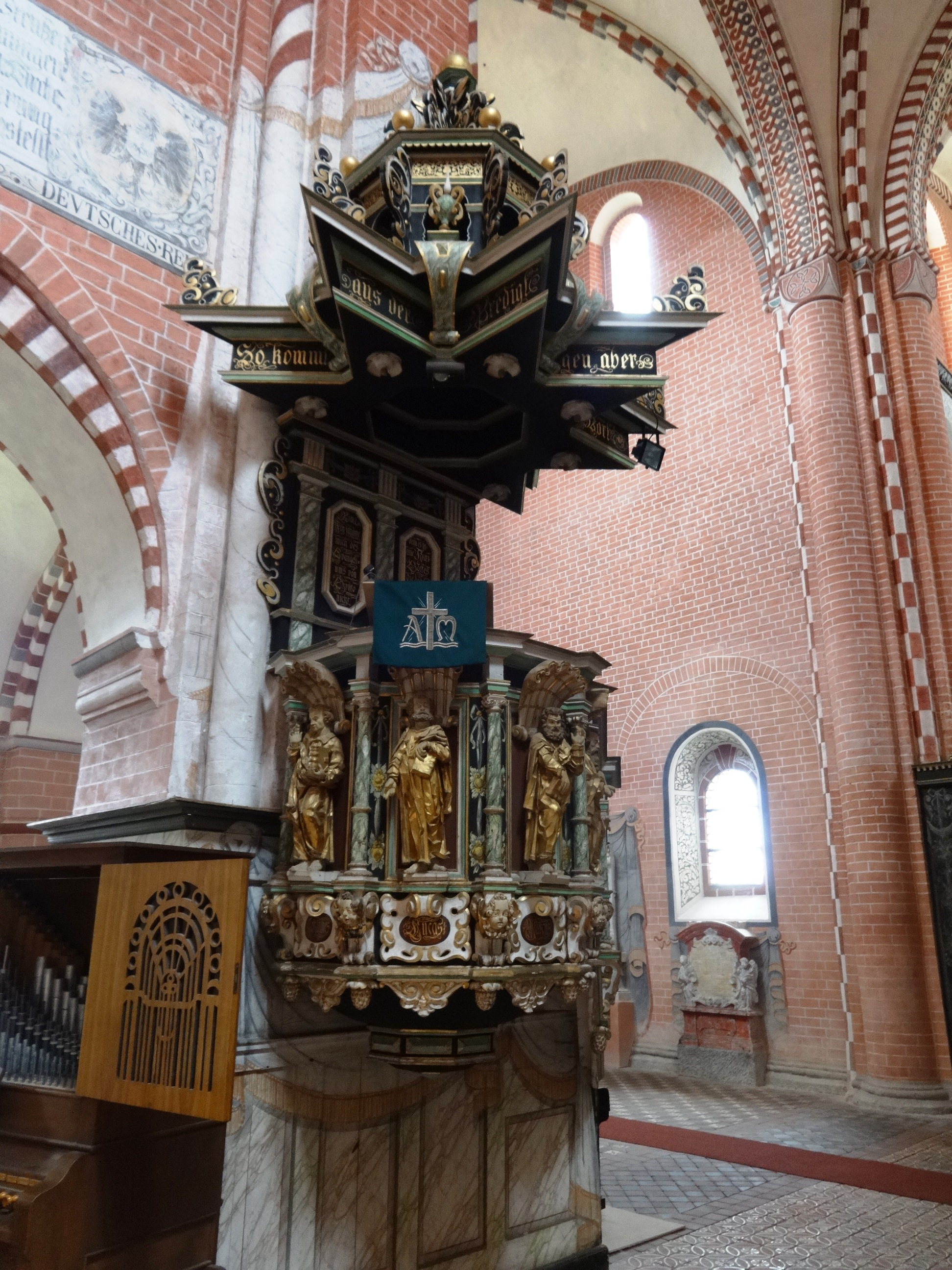
Kanzel
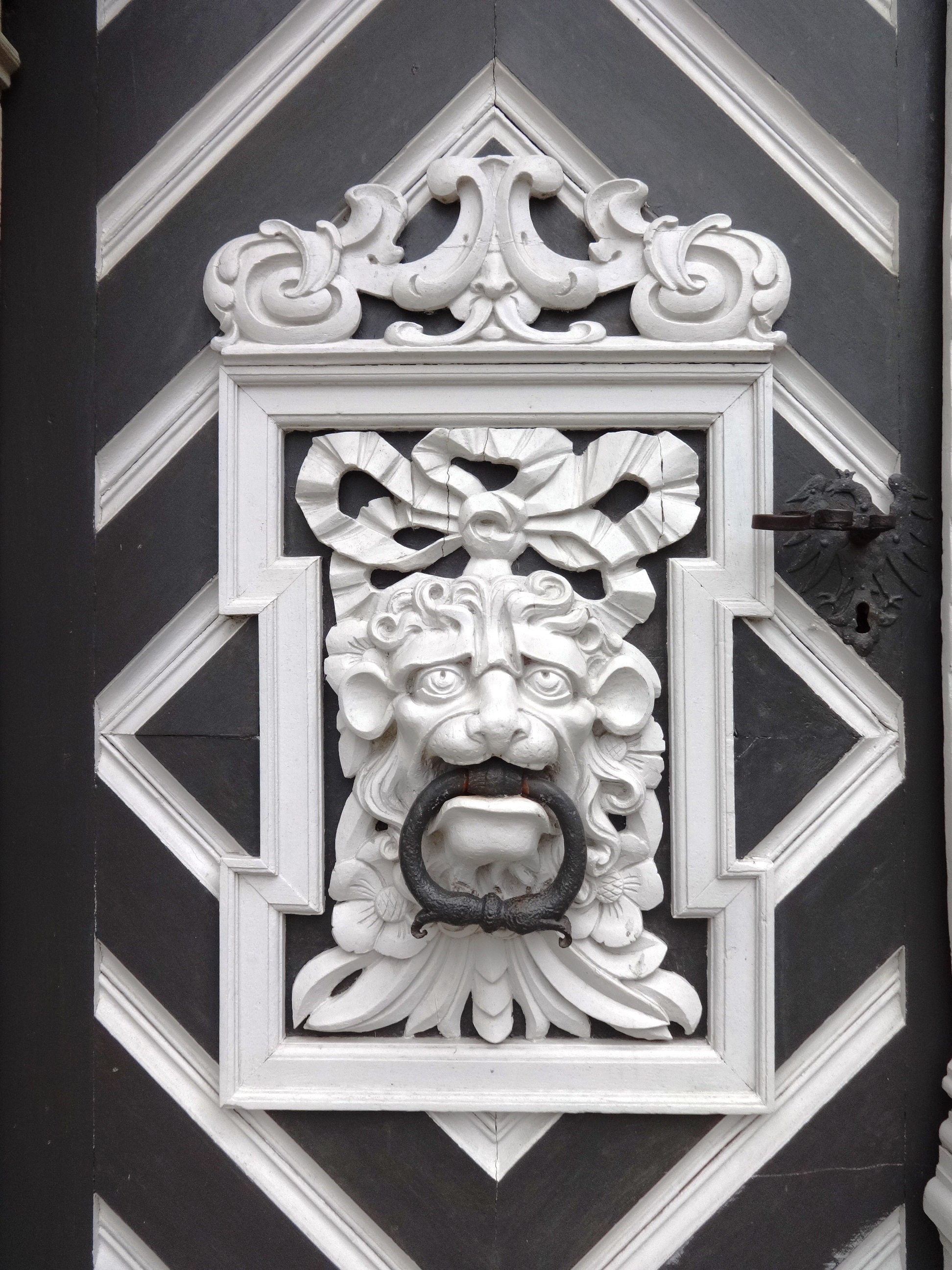
Detail am Westportal